# Laurits Teodor Christian Larsen
Laurits Teodor Christian Larsen (født 8. april 1872 i Skelby, død 28. juni 1949 i Skelby) var en dansk konkurrenceskytte og OL-deltager ved legene i 1912 og 1920.
Ved legene i Stockholm i 1912 deltog han i tre discipliner. Han blev med 432 point nummer 21 og næstbedst blandt de seks danske deltagere i pistolskydning, 50 m. I riffelskydning, tre positioner, 300 meter, blev han nummer 33 med 894 point, mens han var på det danske hold, der vandt bronze i holdudgaven af samme disciplin.
Ved legene i 1920 konkurrerede Laurits Larsen igen i pistolskydning, 50 meter, og denne gang scorede han 475 point og blev nummer fire.